# Eupithecia cognizata
Eupitecia cognizata es una especie de polilla de la familia Geometridae. La especie fue descrita por primera vez por Richard F. Pearsall en 1936 con distribución en el Oeste de Estados Unidos. El lectotipo de la especie fue descrito en los alrededores de la quebrada Witch en el Condado de San Diego.

## Descripción
Es una polilla pequeña con una envergadura de 22 milímetros (0,9 plg). Los palpos son cortos y robustos, marrón oscuro. La frente es también marrón oscuro en el centro, con márgenes y vértice más pálidos, casi blancos. Las antenas son robustas y ciliados, color marrón oscuro en la parte superior, anillados de blanco. El tórax cuenta con bandas anchas en el frente de color marrón oscuro, detrás del cual hay una mancha central de escamas de color blanquecino que se extiende sobre la región escutelar. Las alas primarias son amplias, por encima de un color marrón dorado, con líneas transversales y vetas de color marrón oscuro y negro. Cuenta con puntos discales redondos, moderadamente grandes y negros.
El abdomen es revestido de escamas ásperas de color marrón oscuro y amarillo. Algunos segmentos en el margen terminal tienen bordes estrechos de color blanco. Cuenta con una estrecha línea lateral negra en el segundo y tercer segmento. El cuerpo y las patas son de color ceniciento plateado, estas últimas muy cubiertas en parte con escamas de color marrón oscuro. El abdomen es oscuro en la punta.
Se han registrado adultos volando de enero a marzo.